# 施家金命案
施家金命案，是2014年發生在臺灣的一起命案，彰化縣賭博大亨施家金被其司機謝源信，夥同林志維、鄭靖達二人綁架且謀殺。

## 簡介
施家金（1957年-2014年），彰化縣鹿港鎮人，本名施家全，因諧音與臺灣話「死蟑螂」相近，又加上渴望富裕，改名家金，綽號鹿港施、全董，暱稱家全。少年學習跆拳道，有黑帶二段資格，身手矯健。
1980年代到臺北市經營紡織工廠，並從事成衣批發。成衣業沒落之後，跟隨賭博大亨于國柱從事賭場生意，後又入股電子遊樂場、賭博性電玩、六合彩，據周刊報導，他曾是中臺灣六合彩最大組頭。隨後獨立從事網路賭博、地下錢莊等工作，大發利市，近年遷居臺中市，投資房地產，持有數十筆不動產，臺中市區、中臺灣建地三萬坪，據說總資產超過新臺幣一百億元。
施家金交遊廣闊，黑白兩道關係甚佳，江湖名氣頗大。施家金有一名姪子沈迷賭博，欠下數百萬賭債，遭經營賭場的黑幫擄走並毆打凌虐，施家金得知以後，竟然打電話痛罵該賭場人員，賭場人員聽說是「施家金姪子」，立刻放人，並免除了所有債務。
2010年施家金差點被持槍歹徒綁架，靠著自己精湛的跆拳道技術擊退歹徒，因為餘悸猶存，施透過管道，買了兩把槍，交給司機謝源信攜帶，以保護自己。沒想到，本來用來保護自己的槍械，淪為挾持自己的工具。
2014年年初，接棒演藝圈大亨許安進，就任彰化縣跆拳道委員會主委，並因計畫在美國投資，時常往返臺、美二地。8月18日施家金自加州洛城搭機返臺，要求司机謝源信駕車前來桃園機場接機，但是謝源信卻聯絡友人林志維、鄭靖達駕駛廂型車，先到湖口服務區埋伏。謝源信駕駛的豐田休旅車進入休息站後，林志維、鄭靖達立刻打開車門，用電擊棒電擊補眠中的施家金頭部，隨即將施家金電暈。三人載施家金前往臺中的汽車旅館，捆綁施家金後，將施喚醒，並以棍棒毆打凌虐。謝源信返回施家，開走其黑色賓士車，回到旅館退房，謝源信命施家金打電話給其家屬，要求新臺幣五千萬元的天價贖金，但家屬稱手上現金只有三千萬，謝源信同意，家屬立即將錢匯出。謝於是以將施家金以軍用迷彩背包覆蓋頭部，塞入賓士車廂。兩名共犯則開車北上逃逸。18日14時，謝源信前往玉山銀行永康分行提款時遭識破，隨即取出準備好的「偽造護照」，冒用其表兄的身份，連夜搭機逃往泰國。24日晚，施家金遺體在臺南市玉井區被發現，腐爛長蛆，面目全非，頸背刀傷22處，其中數刀深及腹部臟器，甚至切斷頸動脈，但經由DNA檢測，已确定是施家金。警方研判，由於施家金精通武術，可能因為試圖抵抗或逃跑，使謝源信獸性大發，將施殘忍凌虐致死。 施家金的兩個兒子為施家金招魂時，表示施家已經對臺灣治安失望，打算等待喪事告一段落，舉家移民美國。許安進表示與施家金為鹿港同鄉，從小認識，有四十多年的交情，已為施家金組織治喪委員會，自為主任委員。
2014年8月25日14時林志維透過服務的屏東縣神壇壇主報警投案，屏東警方立即趕赴神壇，將林帶回警局，19時刑事局專案小組透過線報，在西螺逮捕了鄭靖達。同時刑事局國際科亦電請泰國警方協助查緝，2014年9月3日，謝源信於泰國清邁府被泰國警員捕獲，禁錮於曼谷移民局。2014年9月5日，泰方同意將其交予臺灣政府，22時返抵桃園機場，23時刑事局霹靂小組將其押至臺中，接受偵訊。

## 案情分析
謝源信，屏東縣人，早年為泰國榴槤進口商，與林志維、鄭靖達為屏東同鄉，林志維是鹽埔鄉王爺神壇的八家將成員、鄭靖達是神壇陣頭鼓手，據說，謝源信亦為該壇香客。兩人因王爺信仰結識。
檢警發現在謝源信的計畫中，獨缺安排「看管人質」部分，顯見謝源信早做好撕票打算，甚至在案發前幾天，開著施家金的賓士車繞行山路，研判已事先規劃棄屍路線，預謀殺人。但謝源信為何大費周章要求施家金打電話求救，並冒險到銀行提款？檢警懷疑這是謝源信的「聲東擊西」策略，謝源信深諳綁架案在沒有確定肉票安全前，專案小組不敢貿然行動，可提供謝源信充裕時間逃亡。
檢警推測這宗命案可能有幕后黑手，警方調查逃亡泰國的謝源信通聯記錄發現，謝曾經在案發後，打電話給兩名男子。巧合的是，這兩人剛好也在同日搭機前往日本，其中一人和泰國華僑界關係良好，也和日本黑幫分子有聯絡，被懷疑可能涉案，警方專案小組不排除派人到日本調查。

## 參看
- 2014年臺北夜店殺警案